# Campa
Campa (tibetsky: རྩམ་པ་; wylie: rcam pa) je důležitá ingredience tibetské kuchyně, základ mnoha tradičních tibetských jídel. Je to pražená mouka z ječmene nebo pšenice. Mouka se následně smíchá s máslem a černým čajem nebo mlékem. Z toho vznikne tmavé těsto, které Tibeťané jedí. Podle poměru másla či tekutiny má těsto různé názvy a existují pro něj další rozmanitá užití v tibetské kuchyni.
Většinou se z campy vyrábějí nudle, které se dávají do polévek (například thukpa), nebo knedlíčky (momo). Campa servírovaná k tradičnímu máslovému čaji je obvykle slaná. Naopak campa, ze které se dělá kaše, je nejčastěji sladká. 